# Extinction de l'humanité
 (janvier 2021).
Si vous disposez d'ouvrages ou d'articles de référence ou si vous connaissez des sites web de qualité traitant du thème abordé ici, merci de compléter l'article en donnant les références utiles à sa vérifiabilité et en les liant à la section « Notes et références ».

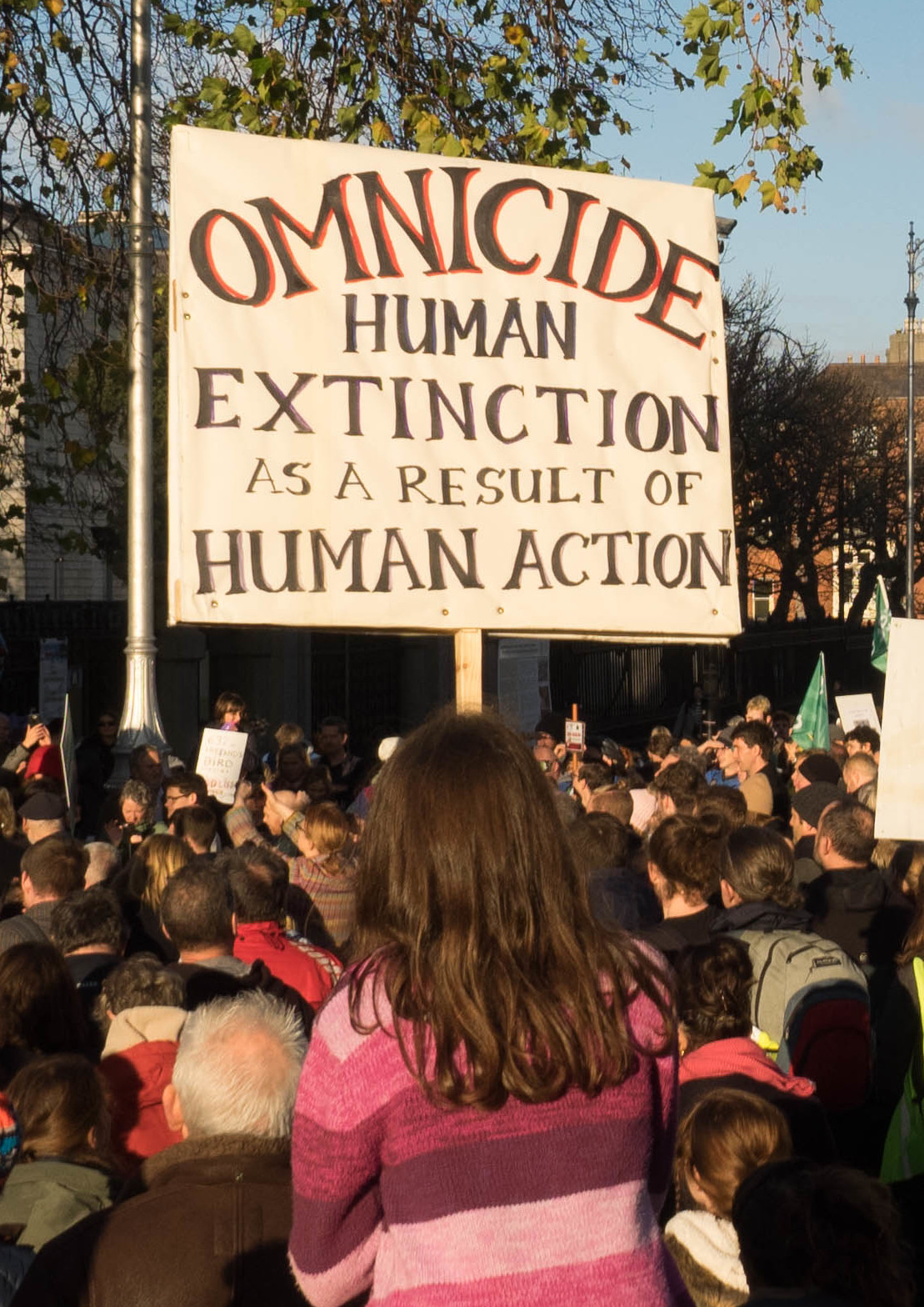
Manifestation contre l'extinction de l'humanité

L’extinction de l'humanité désigne la fin du genre humain, c’est-à-dire la mort sans descendance des derniers représentants de l’espèce Homo sapiens. L’extinction de l’humanité pourrait notamment avoir pour cause que la Terre entière devienne inhabitable pour les humains sans qu’ils aient la possibilité de s’en échapper, à la suite d’une catastrophe planétaire majeure. Divers scénarios fondés sur les données scientifiques disponibles au début du XXIe siècle sont envisagés.

## Études
Il existe des études visant à évaluer certains risques. Avec le développement des technologies, la destruction du genre humain par les actions d’une nation, d’une corporation, d’une communauté religieuse ou autre, ou même d’un individu, est moins improbable qu’auparavant d’un point de vue statistique. Il est cependant possible que le développement des techniques de sécurité puisse diminuer le risque, mais au prix d'entorses aux libertés démocratiques. Ce risque est également diminué par l’effectif de l’humanité : plus de 8 milliards d’individus.
Statistiquement, il est davantage probable, même en cas de catastrophe planétaire massive, que de petits groupes d’humains survivent, car les humains sont dispersés sur une grande partie des terres émergées et vivent en communauté : beaucoup sont capables d’assurer leur survie à un niveau élémentaire en cas d’isolement prolongé.

## Scénarios d’extinction
Des catastrophes pouvant causer une extinction massive incluant l’espèce humaine sont envisagées, avec des causes soit exogènes (naturelles, indépendantes des actions de l'humanité) soit endogènes (liées à ses actions).
Causes exogènes (répétition dans le futur, d'évènements du passé géologique ou climatique connus) :
- chute d’un astéroïde de grande taille, tel que l'astéroïde de Chicxulub qui a causé l'extinction Crétacé-Paléogène[1] ;
- éruption volcanique à grande échelle et sur une longue période[1], telle que celle des trapps de Sibérie qui aurait causé l'extinction Permien-Trias, ou celle des trapps du Deccan qui s'est ajoutée à la cause précédente ;
- événement anoxique océanique (extinction du Dévonien) ;
- glaciation générale touchant l’ensemble de la planète : scénario de la Terre boule de neige (Cryogénien) ;
- augmentation massive des températures, conduisant à un scénario du même type que celui de la planète Vénus ;
- forte géoingénierie du Soleil[1] ;
- explosion d'une supernova à faible distance du système solaire ;
- sursaut gamma orienté vers notre région de la galaxie.

Causes endogènes :
- annihilation nucléaire[1].

## Dans la culture populaire
Hors du champ scientifique et notamment dans la culture populaire, une multitude d’autres scénarios foisonnent en science-fiction, littérature, arts séquentiels (bande dessinée, cinéma…), religion et futurologie.

#### Science
- Extinction massive
- Théorie de la catastrophe de Toba
- Risque de catastrophe planétaire
- Holocauste nucléaire

#### Culture populaire
- Fin des temps, Fin du monde, Histoires de fins du monde, Liste de prédictions de la fin du monde
- Argument de l'Apocalypse
- Mouvement pour l'extinction volontaire de l'humanité
- Life After People
- Doomer